# Pete Willis
Peter Andrew Willis detto Pete (Sheffield, 16 febbraio 1960) è un chitarrista e compositore britannico.

## Biografia
Fin da piccolo era un grande fan di Jimi Hendrix e col passare del tempo affinò sempre di più il suo stile con la chitarra.
All'inizio della sua carriera, ancora molto giovane, creò una band chiamata Atomic Mass con Nicholas Mackley, Rick Savage, Paul Hampshire, e Tony Kenning.

Mackley e Hampshire vennero poi sostituiti rispettivamente da Paul Holland e Andy Nickolas.
Nel 1977 Pete incontrò Joe Elliott, gli fece fare un'audizione ed egli entrò a far parte della band.

Questo fu il primo nucleo della band poi conosciuta sotto il nome di Def Leppard.
Pete Willis venne espulso dalla band nel 1982 durante la registrazione dell'album Pyromania (in seguito a dei problemi di alcol) e venne sostituito da Phil Collen.
Dopo l'uscita dai Def Leppard, Pete ha fatto parte delle band Gogmagog e Roadhouse.

## Discografia

### Con i Def Leppard
- 1979 - The Def Leppard E.P.
- 1980 - On through the Night
- 1981 - High 'n' Dry
- 1983 - Pyromania

### Gogmagog
- 1985 - I Will Be There

### Roadhouse
- 1991 - Roadhouse